# 湖南料理
湖南料理（こなんりょうり）は、中国湖南省の郷土料理である。中国の八大料理の一つである。

## 概要

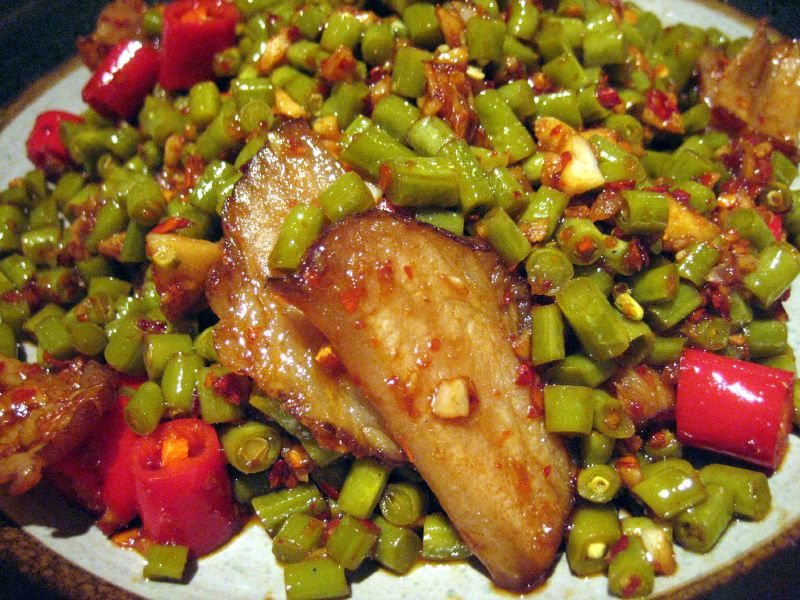
湖南ハムの料理

中国での一般的呼称は「湖南菜」（フーナンツァイ Húnán cài）または「湘菜」（シアンツァイ Xiāng cài）。四川料理の辛さに酸味を加えた濃いめの味付けが特徴である。
四川料理、貴州料理と同様に唐辛子を多用し、辛い中国料理の代表格とされる。極端なものでは、大きなトウガラシを小さなトウガラシと豆豉で炒めた料理がある。四川料理と異なるところは、四川の「麻辣」（マーラー málà）に対して「酸辣」（スワンラー suānlà）といわれる、辛味のほかに酸味が効いた味にある。「鮮辣」の強烈な風味から「中国で一番辛い料理」と言われることもあるが、もちろん全ての料理が辛い訳ではない。また、「爆炒」と呼ばれる強火で一気に食材に火を通す調理法が多用され素材にシャキシャキ感が残ること、包丁使いが精緻であること、油の使用量が多く色味が濃いことも特徴に挙げられる。
主食は米であるが、西部は平地も少なく稲作に向かないためトウモロコシやジャガイモも多く使われる。
湖南省出身の毛沢東がこよなく愛した料理として知られて、「毛家菜」（マオジアツァイ Máo  jiā cài）という言い方もある。
強烈な味のためか湖南省の住人は気性が激しいといわれ、「湖南人と喧嘩をしてはいけない」という冗談が存在する。

## 代表料理
- 毛氏紅焼肉 - 毛家紅焼肉とも呼ばれる。
- 剁椒魚頭 - 魚の首と唐辛子の蒸しもの。
- 酸辣湯
- 左宗棠鶏-揚げ鶏の甘酢炒め。米国生まれの料理の可能性が高い。
- 黒臭豆腐 - 黒い臭豆腐
- 南瓜餅 - カボチャ餅
- 竹筒蒸排骨 - スペアリブの竹筒蒸し
- 酸豆角肉泥 - ササゲの漬物とミンチ肉の炒め物　（酸豆角はササゲを塩水に漬け、酸味が出るまで醗酵させたもの。）
- 富貴火腿 - 中国ハムの蜜煮
- 米粉
- 小炒肉 / 辣椒炒肉 - 豚バラ肉の唐辛子炒め。
- 刴椒 - 湖南料理でポピュラーな調味料。細かく刻んだ唐辛子に塩、ショウガ、白酒を加えて発酵させたもの[4]。四川料理、貴州料理でもそれぞれ用いられるが、湖南のものは酸味がある[4]。

## 他地方での普及
北京市、上海市などの大都市はもちろん、中小都市でも湖南料理専門店が多く存在する。台湾、香港、日本などにも専門店がある。